# Dronninglund Sogn
Dronninglund Sogn er et sogn i Brønderslev Provsti (Aalborg Stift).
I 1800-tallet var Dronninglund Sogn et selvstændigt pastorat. Det hørte til Dronninglund Herred i Hjørring Amt.
I Dronninglund Sogn ligger Dronninglund Kirke. I sognet blev der opført 4 filialkirker: Asaa Kirke i 1887, Dorf Kirke i 1900, Hjallerup Kirke i 1903 og Melholt Kirke i 1911. De fik hver sit kirkedistrikt i Dronninglund Sogn. Asaa og Melholt kirkedistrikter blev i 1914 udskilt fra Dronninglund Sogn i Asaa-Melholt Sogn sammen med en del af Ulsted Sogn i Kær Herred (Aalborg Amt). I 1965 blev Hjallerup kirkedistrikt udskilt fra Dronninglund Sogn som det selvstændige Hjallerup Sogn.
Asaa og Hjallerup blev ikke selvstændige sognekommuner, men forblev dele af Dronninglund. Den blev ved kommunalreformen i 1970 kernen i Dronninglund Kommune, som ved strukturreformen i 2007 indgik i Brønderslev Kommune.
Da kirkedistrikterne blev afskaffet 1. oktober 2010, blev Dorf kirkedistrikt udskilt af Dronninglund Sogn som det selvstændige Dorf Sogn, og Melholt kirkedistrikt blev udskilt af Asaa Sogn som det selvstændige Melholt Sogn.
I Dronninglund og Dorf sogne findes følgende autoriserede stednavne:
- Asbækholt (bebyggelse)
- Bolle (bebyggelse)
- Bolle Enge (areal, bebyggelse)
- Bolleskov (bebyggelse)
- Bredholtskov (bebyggelse)
- Brøndens Mark (bebyggelse)
- Dorf (bebyggelse)
- Dorf Enge (bebyggelse)
- Dorfgade (bebyggelse)
- Dronninglund (bebyggelse)
- Dronninglund Enge (bebyggelse)
- Dronninglund Hovedgård (ejerlav, landbrugsejendom)
- Dronninglund Mark (bebyggelse)
- Dronninglund Storskov (areal, bebyggelse)
- Felden (bebyggelse)
- Galgehøje (areal)
- Gammel Kirkhede (bebyggelse)
- Gammelkirke (bebyggelse)
- Gingsholm (bebyggelse)
- Hjelmkær (bebyggelse)
- Hulen (bebyggelse)
- Hylholt (bebyggelse)
- Hønborg Mark (bebyggelse)
- Jordbroen (bebyggelse)
- Knoldbjerg (areal)
- Knøsen (areal)
- Krusbak (bebyggelse)
- Kvisselholt (bebyggelse, ejerlav)
- Landbolyst (bebyggelse)
- Lundager (bebyggelse)
- Lunderbjerg (bebyggelse)
- Lyngmose (bebyggelse)
- Løgtholtsled (bebyggelse)
- Løgtved (bebyggelse)
- Løgtvedholt (bebyggelse)
- Margretelund (areal)
- Markedsdal (bebyggelse)
- Milholt (bebyggelse)
- Milholt Mark (bebyggelse)
- Milholtvad (bebyggelse)
- Møgelmose (bebyggelse)
- Over Dorf (bebyggelse)
- Pulsbæk (vandareal)
- Ravnholt Mark (bebyggelse)
- Ringstedbrønd (bebyggelse)
- Ringstedgårde (bebyggelse)
- Rosenby (bebyggelse)
- Rosenby Plantage (areal)
- Rytterbjerg (areal)
- Rørholt (bebyggelse)
- Røverhøj (areal)
- Røverstedbro (bebyggelse)
- Silkesigen (bebyggelse)
- Skellets Mark (bebyggelse)
- Skrydsholt Mark (bebyggelse)
- Stenhulsdal (bebyggelse)
- Stenhulsskov (areal)
- Store Felden Mark (bebyggelse)
- Storskoven (bebyggelse)
- Sukkertoppen (areal)
- Thorup (bebyggelse)
- Torup Hede (bebyggelse)
- Try (bebyggelse)
- Try Enge (bebyggelse)
- Try Hede (bebyggelse)
- Try Mose (areal)
- Tusbro (bebyggelse)
- Ørsø (bebyggelse)
- Ørsø Gårde (bebyggelse)
- Østerled (bebyggelse)